# Monorhaphididae
Famille
Les Monorhaphididae sont une famille monotypique d'éponges siliceuses des abysses.

## Taxonomie
En 1927, Iijima Isao, zoologiste japonais, précise les genres formant la famille Pheronematidae appartenant à la classe des éponges siliceuses. Il crée la famille Monorhaphididae pour les espèces du genre Monorhaphis. En 2000, une révision taxonomique n'associe qu'une espèce à cette famille : Monorhaphis chuni,.
Cette éponge se caractérise par la possession d’un spicule géant, pouvant atteindre une longueur de 3 m.

## Liste des genres et espèces
Selon Catalogue of Life (20 avril 2019) et ITIS (20 avril 2019) :
- genre Monorhaphis Schulze, 1904

Selon NCBI (20 avril 2019) :
- genre Monorhaphis
  - Monorhaphis chuni